# William Whittingham
 (juillet 2016).
Si vous disposez d'ouvrages ou d'articles de référence ou si vous connaissez des sites web de qualité traitant du thème abordé ici, merci de compléter l'article en donnant les références utiles à sa vérifiabilité et en les liant à la section « Notes et références ».
William Whittingham (né à Chester, prob. en 1524–1579) est un puritain anglais exilé par la reine Marie, exégète de la Bible qui a été le principal traducteur de la Bible de Genève anglaise. Il était en contact avec les réseaux de John Knox, Bullinger et Calvin, et s'opposa fermement à la liturgie anglicane pendant ses années d'exil. Il fut finalement invité par les réformés de Genève qui l'ordonnèrent pasteur puis doyen. De retour en Angleterre, il s'imposa comme l'adversaire de l'anglicanisme. Ami bien en cour des réformateurs anglais et éditeur de la Geneva Bible , il devint doyen et confesseur de la reine Élisabeth. Grâce à l'appui du comte de Leicester, il fut nommé doyen du chapitre de Durham, mais en 1579 un procès fut intenté avec l'intention de le démettre de ses charges ecclésiastiques, parce qu'il avait été ordonné prêtre par des réformés. Ce procès en destitution se poursuivait lorsque la mort surprit Whittingham en 1579.

## Biographie

### Années de jeunesse
Fils de William Whittingham et d'une des filles de Haughton de Hoghton Tower (Lancashire), il fut admis en 1540 à Brasenose College (Oxford), fut licencié ès arts puis nommé Fellow d'All Souls College en 1545. En 1547, il fut appelé comme répétiteur à Christ Church (Oxford) et fut reçu maître ès arts le 5 février 1548. Le 17 mai 1550, il reçut une prébende pour étudier les langues étrangères et le droit civil. Il étudia trois ans le droit à l'Université d'Orléans, mais effectua des séjours à Lyon et à Paris, où l'ambassadeur d'Angleterre en France l'employait occasionnellement comme interprète.
Vers la fin de 1552, Whittingham fréquenta des universités d'Allemagne et voyagea à Genève. De retour en Angleterre au mois de mai 1553, Whittingham épousa la doctrine du Puritanisme ; mais l'avènement de la reine Marie, le retour en vigueur de la loi De Haeretico Comburendo et le rappel en Angleterre du Cardinal Pole, annonçaient une suite de persécutions et une floraison prochaine de bûchers (par ex. celui de William Tyndale, en 1536), et l'impossibilité de prêcher efficacement. Pourtant, à la fin du mois d’août, Whittingham put intercéder avec succès pour la relaxe de Pierre Martyr ; mais au bout de quelques semaines, il préféra quitter l'Angleterre et regagna, non sans difficultés, la France par Douvres.

### Le refuge de Francfort
Au printemps 1554 Francfort était le foyer religieux des réfugiés anglais sur le continent, et Whittingham avait, l'un des premiers, rejoint cette ville le 27 juin 1554 ; il invita tous les exilés des autres villes du Continent à le rejoindre ; mais bientôt des querelles s'élevèrent entre le parti de Whittingham et celui de John Knox, qui prétendait abolir toutes les formes de liturgie anglicanes et adopter le culte réformé, et qui condamnait tous ceux qui conservaient les missels anglicans, en particulier la version d’Édouard VI du Livre de la prière commune. Whittingham avait en effet été choisi pour participer à la rédaction d'un nouveau missel. Il avait apporté une lettre de Jean Calvin, datée du 18 janvier 1555, qui été décisive ; mais le compromis fut rompu par l'irruption et les menaces de Richard Cox lui-même, partisan indéfectible de l'édition de 1552 du missel anglican ; enfin il y avait, parmi les hommes de Cox, un certain John Jewel, futur évêque de Salisbury, qui s'opposa résolument à Whittingham et Knox à la fois. Whittingham, qui restait finalement le protagoniste le plus proche de Knox, le défendit longtemps, mais il ne put s'opposer à son expulsion de Francfort le 26 mars ; il rallia finalement l'organisation du clergé de Francfort, mais la suite des événements le déçut, si bien que le 22 septembre 1555, il rejoignit Knox à Genève, nouvelle nation d'érudits et foyer de la Réforme. Il y fut ordonné pasteur.

### La Bible de Genève
Le 16 décembre 1555, Whittingham fut élu « ancien » de l’Église réformée ; le 16 décembre 1558, il était élevé au rang de doyen, et en 1559, à la demande pressante de Calvin, il succéda à Knox comme pasteur réformé. À la mort de la reine Marie, la plupart des exilés de Genève retournèrent en Angleterre, mais Whittingham désirait parachever sa traduction de la Bible de Genève, à laquelle il s'était affairé, avec d'autres érudits genevois, pour tirer les meilleurs leçons des éditions anglaises antérieures : celles de Tyndale, de Coverdale, de Thomas Matthew etc. Il venait de publier une version du Nouveau Testament, imprimée à Genève par Conrad Badius le 10 juin 1557, et avait annoté l'Ancien Testament (ses notes critiques portaient essentiellement sur le sens qu'il convenait de donner au texte). La Bible de Genève fut imprimée par Rowland Hall en 1560, et encore en 1610, sa popularité étaient intacte (il en parut dix éditions jusqu'en 1640) ; elle ne tomba en désuétude qu’avec la faveur grandissante des idées de William Laud, au XVIIe siècle.
Outre sa traduction de la Bible, Whittingham a mis en vers plusieurs Psaumes, dont sept ont été incorporés au Psautier de Genève de 1556 (les 44 autres sont tirés des Psaumes de Thomas Sternhold, 1500–1549). En annexe, il y a une version versifiée par Whittingham des Dix commandements. Dans la réédition de 1558, aujourd'hui perdue, il y aurait eu neuf autres psaumes versifiés par Whittingham, que l'on retrouve dans l'édition de 1561, avec une version du Cantique de Syméon et deux Notre Père. En outre, Whittingham a traduit quatre psaumes du Psautier écossais, qu'on ne retrouve dans aucune édition anglaise. Il a préparé l'édition des écrits de John Knox sur la prédestination, parus à Genève en 1560. Il a contribué à la préface de 'How Superior Powers ought to be obeyed' de Christopher Goodman (Genève, 1558). Enfin, il a traduit en latin le « Dialogue de la Sainte Cène » du martyr Nicholas Ridley 

### Retour en Angleterre
Whittingham prit formellement congé du consistoire de Genève le 30 mai 1560. Au mois de janvier 1561, il était nommé conseiller d'ambassade auprès de Francis Russell (2e comte de Bedford) à la cour de France. L'année suivante, il devint chapelain d'Ambrose Dudley, chef du corps expéditionnaire anglais au Havre ; s'il y connut les éloges, William Cecil dénonça son mépris du Book of Common Prayer. Grâce à l'appui du comte de Warwick et de Robert Dudley, autre sympathisant puritain, Whittingham fut nommé doyen du chapitre de Durham le 19 juillet 1563.
Comme par le passé, Whittingham prêchait sans relâche, donnant deux sermons par jour, et consacrant le reste de son temps à l'enseignement élémentaire et à l'animation d'un chœur religieux. Anticipant un grand Soulèvement du Nord, il exhorta sans succès l'évêque de Durham, James Pilkington, à mettre la ville sur le pied de guerre, mais son appel fut entendu à Newcastle, qui soutint effectivement l'assaut des rebelles. En 1572, à la nomination de Lord Burghley comme Premier Trésorier, Whittingham fut pressenti comme son successeur en tant que Premier Secrétaire. En 1577, Leicester promit à Whittingham de le recommander pour le diocèse d'York ou celui de Durham, tous deux vacants ; mais Whittingham ne fit aucune démarche en ce sens.

### Doyen de Durham
En 1564, Whittingham avait adressé une longue lettre à Leicester, où il protestait contre la liturgie papiste vétuste (old popish apparel) et les vestiges d'ancienne théologie dans les costumes. Il refusait quant à lui de porter le surplis ou la chape, et en 1566, des prélats engagèrent des démarches à son encontre. Whittingham accepta finalement de venir à résipiscence, suivant l'avis modéré de Calvin de ne pas renoncer à la prêtrise pour des raisons secondaires de préséance ou d'apprêt ; mais en 1577, il s'attira l'inimitié d'Edwin Sandys, le nouvel archevêque d'York, en refusant sa convocation à la cathédrale de Durham. Selon l'antiquaire William Hutchinson (1732–1814), une commission d’enquête aurait été convoquée en 1576 ou 1577 pour examiner les plaintes reçues, mais aurait été désavouée par l'intervention du comte de Huntingdon et de Matthew Hutton. Une nouvelle commission fut nommée le 14 mai 1578.
On trouve les charges contre Whittingham dans les Camden Miscellany des archives d'Angleterre : le fait qu'il soit réputé adultère (defamed of adulterie) est qualifié de « partiellement démontré » (partly proved), et son ivrognerie est démontrée ; mais l'accusation la plus grave, c'était l'imposture et l'invalidité de son ordination à Genève, qu'il reconnut lui-même. L'archevêque Sandys précisait même que Whittingham n'avait pas même été ordonné prêtre selon les règles de l'Eglise réformée, puisqu'il n'y avait pas eu imposition des mains. Huntingdon révoqua l'archevêque et proposa la suspension de la procédure contre Whittingham, indiquant que « tous les clercs de ce pays et de l'étranger ne pourraient que s'insurger contre le fait que nous autorisions les prêtres d'obédience romaine dans nos messes, et désavouons les pasteurs formés par l'Eglise réformée. » Toutefois l'archevêque Richard Bancroft, dans ses 'Dangerous Positions', le qualifie de doyen indigne, et le place sur le même pied que Goodman, Gilby et d'autres puritains. Roger L'Estrange reprend ce jugement dans sa philippique The Holy Cheat (1661).
Whittingham mourut au cours de la procédure, le 10 juin 1579. On l'enterra dans la cathédrale de Durham où, comble de l'ironie, sa sépulture fut profanée par des Presbytériens en 1640. Son testament, daté du 18 avril 1579, a été réimprimé dans le recueil Durham Wills and Inventories .

### Famille
Catherine, femme de Whittingham, fille de Louis Jackman, n'est probablement pas née avant 1535 et épouse Whittingham le 15 novembre 1556. Son fils aîné, Zachary, est baptisé le 17 août 1557 et sa fille aînée, Susanna, le 11 décembre 1558 ; tous deux meurent jeunes. Deux fils, Sir Timothy et Daniel, et quatre filles survivent à Whittingham.